# ۶۶۶ (عدد)
۶۶۶ (ششصد و شصت و شش) عددی طبیعی پس از ۶۶۵ و پیش از ۶۶۷ است.

## دانستنی‌های ریاضی
- مجموع اعداد طبیعی از ۱ تا ۳۶، ۶۶۶ می‌شود. یعنی ۱ + ۲ + ۳ + … + ۳۴ + ۳۵ + ۳۶ = ۶۶۶. بنابراین ۶۶۶ عددی مثلثی است. توجه شود که ۳۶ = ۱۵ + ۲۱ و ۱۵ و ۲۱ نیز اعداد مثلثی‌اند و ۱۵۲ + ۲۱۲ = ۲۲۵ + ۴۴۱ = ۶۶۶.
- تعداد عددهای اول کوچکتر از ۶۶۶، ۱۲۱ است که مربع ۱۱ است که تعداد عددهای اول کوچکتر از ۳۶ می‌باشد.
- میانگین توافقی رقم‌های ۶۶۶ اینگونه محاسبه می‌شود: ۳/۱/۶ + ۱/۶ + ۱/۶ = ۶‏ (۶۶۶ پنجاه و چهارمین عددی است که چنین ویژگی دارد).
- ۶۶۶ در عددنویسی رومی به صورت DCLXVI نوشته می‌شود؛ که تمام نمادهای کوچکتر از ۱۰۰۰ در آن پدیدار می‌گردند (D=۵۰۰, C=۱۰۰, L=۵۰, X=۱۰, V=۵, I=۱).
- مجموع مربعات نخستین هفت عدد اول به صورت: ۲۲ + ۳۲ + ۵۲ + ۷۲ + ۱۱۲ + ۱۳۲ + ۱۷۲ = ۶۶۶ است.
- ۶۶۶ به صورت ۲ × ۳۲ × ۳۷ تجزیه می‌شود.

## در مبناهای گوناگون
| مبنا     | عدد        |
| -------- | ---------- |
| مبنای ۱۰ | ۶۶۶        |
| مبنای ۲  | ۱۰۱۰۰۱۱۰۱۰ |
| مبنای ۳  | ۲۲۰۲۰۰     |
| مبنای ۴  | ۲۲۱۲۲      |
| مبنای ۵  | ۱۰۱۳۱      |
| مبنای ۶  | ۳۰۳۰       |
| مبنای ۸  | ۱۲۳۲       |
| مبنای ۱۲ | ۴۷۶        |
| مبنای ۱۶ | ۲۹A        |
| مبنای ۲۰ | ۱D۶        |
| مبنای ۳۶ | II         |

## کاربرد نمادین
این عدد طبق حروف ابجد، نام نرون است و مسیحیان آن را نحس می‌دانند. شیطان‌پرستان برای آزار دادن مسیحیان، از این عدد در برخی از مراسم‌ها و آیین‌ها استفاده می‌کنند و این در حالی است که خود شیطان‌پرستان علاقه خاصی به این عدد نداشته و یا به آن اعتقادی ندارند.
گروه حروفیه که حساب جمل را در مبارزات سیاسی و دینی به کار می‌گرفتند به تیمور لقب «شیطان لنگ ملعون» داد‌ه‌بودند که با حساب ابجد با عدد ۶۶۶ برابر است.
همچنین «ششصد و شصت‌ و شش‌ هراسی» نوعی هراس است که منجر به ترس از عدد ۶۶۶ می‌شود. منشأ این هراس کتاب مقدس است که ۶۶۶ را عدد شیطان و عدد وحش معرفی می‌کند.